# Marianna Kiyanovska
Marianna Kiyanovska  (Zhovkva, Ucrania, 17 de noviembre de 1973) es una poeta, traductora y literata ucraniana. Recibió el Premio Nacional Shevchenko y el Premio Literario Internacional Zbigniew Herbert. Es miembro de la Unión Nacional de Escritores de Ucrania y del PEN de Ucrania.

## Biografía
Marianna Kiyanovska nació el 17 de noviembre de 1973, en Zhovkva, región de Lviv, Ucrania.
Kiyanosvska es escritora, investiga sobre literatura y trabaja como traductora. Se graduó de la Facultad de Artes de la Universidad Nacional Ivan Franko Lviv. Pertenece a la generación que comenzó a hacer literatura en 1990, después de que Ucrania ganara la independencia.
Durante sus estudios de Filología estudio la obra de Zbigniew Herbert, y tiene entre sus referentes a Dante, Leonardo Da Vinci y Teresa de Ávila.
Vive en Berlín desde 2022.

## Trayectoria
Kiyanovska es autora de libros de poesía. Sus obras están traducidas al inglés, alemán, italiano, sueco, azerbaiyano, georgiano, polaco, serbio, checo, eslovaco, esloveno, lituano, bielorruso, ruso y hebreo.
Es miembro de la Asociación de Escritores Ucranianos, del Sindicato de Escritores Ucraniano, y del PEN Ucrania. Es la creadora del premio de literatura Big Hedgehog al mejor libro infantil en ucraniano.
En el 2003 le otorgaron la beca Gaude Polonia, del programa del Ministerio de Cultura de Polonia.  Como parte del programa, vivió en Varsovia, y participó en festivales literarios y eventos artísticos celebrados en Polonia.
Es conocida como traductora por sus interpretaciones de los poemas de Julian Tuwin para niños, y sus traducciones de Bolesław Leśmian. Su logro más destacado es la traducción de Dziady de Adam Mickiewicz.
En 2007 Comunidad de Estados Independientes le otorgó una beca en Liubliana, Eslovenia. 
En el 2009 le otorgaron nuevamente la beca Gaude Polonia. Ese año también participó en el segundo Congreso Mundial de Traductores de Literatura Polaca en Cracovia. 
En 2011 fue finalista del Premio Literario Joseph Conrad-Korzeniowski, y del Festival Internacional de Poesía Kyiv Laurs.
En 2013 participó en el tercer Congreso Mundial de Traductores de Literatura Polaca. Ese mismo año fue galardonada con la Medalla al Mérito de la Cultura Polaca. 
En el 2014 la revista Forbes-Ucrania, la nombró entre las diez escritoras ucranianas más influyentes, y la revista "New Time", la incluyó entre las cien figuras culturales ucranianas más influyentes.
En el 2016 le volvieron a otorgar la beca Gaude Polonia. 
En 2020 recibió el Premio Nacional Shevchenko por su libro The Voices of Babyn Yar (2017).
Ha traducido poesía de los autores como Salim Babullaoglu, Julian Tuwim, Ewgeniusz Tkaczyszyn-Dycki, Adam Wiedemann, Gintaras Grajauskas y Shota Iatashvili.

## Obras
- 1997: Reencarnación
- 1999: Corona de sonetos
- 2000: Creación de mitos
- 2000: Amor y guerra (con Mariana Savka)
- 2004: Libro de Adán
- 2005: Lenguaje común
- 2008: Algo diario
- 2014: A EP
- 2014: 373
- 2016: Cartas de Lituania/Cartas de Lviv (con Mariana Savka)

## Premios y reconocimientos
- Premio Zbigniew Herbert (2022).[3]
- Premio Nacional Shevchenko (2020).[4]
- Medalla al Mérito de la Cultura Polaca.